# Pedicularis pectinatiformis
Pedicularis pectinatiformis là loài thực vật có hoa thuộc họ Cỏ chổi. Loài này được Bonati mô tả khoa học đầu tiên năm 1907.